# Martin Brest
Martin Brest (* 8. srpna 1951 v Bronxu, New York, USA) je americký herec, scenárista, producent a režisér.
Mezi jeho nejznámější režisérské počiny patří snímek  Policajt v Beverly Hills z roku 1984 a Vůně ženy z roku 1992.

## Filmografie

### Režie
- 2003 Láska s rizikem
- 1998 Seznamte se, Joe Black
- 1992 Vůně ženy
- 1988 Půlnoční běh / Levou zadní
- 1984 Policajt v Beverly Hills
- 1979 Ve velkém stylu
- 1977 Hot Tomorrows
- 1972 Hot Dogs for Gauguin